# Решетилівське
Решети́лівське — село в Україні, у Пологівській міській громаді Пологівського району Запорізької області. Населення становить 267 осіб. До 2020 орган місцевого самоврядування — Костянтинівська сільська рада.

## Географія
Село Решетилівське знаходиться в балці Солона по якій протікає пересихаючий струмок з загатами, на відстані 4 км від села Костянтинівка.

## Історія
- 1790 — дата заснування.
- 12 червня 2020 року, відповідно до розпорядження Кабінету Міністрів України № 713-р «Про визначення адміністративних центрів та затвердження територій територіальних громад Запорізької області», увійшло до складу Пологівської міської громади[2].
- 19 липня 2020 року, в результаті адміністративно-територіальної реформи та ліквідації Пологівського району, село увійшло до складу новоутвореного Пологівського району[3].

## Населення

### Мова
Розподіл населення за рідною мовою за даними перепису 2001 року:
| Мова            | Кількість | Відсоток |
| --------------- | --------- | -------- |
| українська      | 248       | 92.88%   |
| російська       | 16        | 6.00%    |
| інші/не вказали | 3         | 1.12%    |
| Усього          | 267       | 100%     |